# Томилин, Алексей Алексеевич
Алексей Алексеевич Томилин (1906—1998) — советский инженерно-промышленный   деятель, организатор производства.  Директор Тульского оружейного и Златоустовского машиностроительного заводов. Главный инженер Шестого Главного управления (производство ядерных боеприпасов) МСМ СССР (1955—1987).

## Биография
Родился 11 января 1906 году в Туле. В 1936 году после окончания Тульского механического института работал мастером, старшим мастером, заместителем начальника цеха, начальником Проектного конструкторского бюро, с 1940 года назначен директором Тульского оружейного завода. 
С 1942 года назначен директором Златоустовского машиностроительного завода. С 1944 года начальник производства  Тульского машиностроительного завода. С 1948 года главный инженер Московского МЗ «Молния» по производству ядерного оружия. 
С 1951 года начальник Производственного отдела — ПГУ при СМ СССР, с 1953 года  Главного управления приборостроения  МСМ СССР. С 1955 по 1987 годы главный инженер 6-го ГУ (производство ядерных боеприпасов) МСМ СССР.